# Copestylum anna
Copestylum anna är en tvåvingeart som först beskrevs av Samuel Wendell Williston  1887.  Copestylum anna ingår i släktet Copestylum och familjen blomflugor. Inga underarter finns listade i Catalogue of Life.